# سیارک ۲۷۲۷۶
سیارک ۲۷۲۷۶ (به انگلیسی: 27276 Davidblack، نامگذاری:2000AC54)۲۷۲۷۶مین سیارک کشف شده‌است که در ۰۴ ژانویه ۲۰۰۰ کشف شد.